# The Troggs
The Troggs (буквально: «троглодиты», «пещерные люди») — британский рок-квартет, который играл так называемый «пещерный рок» (caveman rock), оказавший — по свидетельству Игги Попа и The Ramones — значительное влияние на становление гаражного рока и панк-рока.

## История

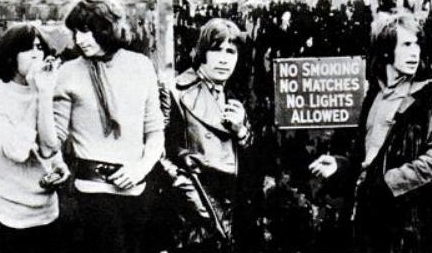
The Troggs в 1971 году

The Troggs образовались в 1964 году и первоначально носили название Troglodytes. В состав группы вошли: Редж Пресли (ведущий вокал), Крис Бриттон (ведущая гитара), Пит Стэйплс (бас-гитара) и Ронни Бонд (ударные). В 1965 году они подписали контракт с менеджером группы The Kinks, Ларри Пэйджем. Тогда же музыканты на лейбле Page One Records записали свой дебютный сингл «Lost Girl», после чего Пэйдж перевёл их на лейбл CBS. Следующий сингл группы «Wild Thing» (в авторстве Чипа Тейлора) благодаря участию в телешоу Thank Your Lucky Stars в июле 1966 года сумел достичь второго места в Великобритании (одновременно с песней Реджа Пресли 'From Home') и первого места в США. Из-за простого текста и тяжёлых гитарных риффов песня смогла стать эталоном гаражного рока. Сингл был записан со второго раза в Olympic Studios в Лондоне при содействии звукоинженера Кейта Гранта. В связи со спорами из-за прав на распространение в США «Wild Thing» был выпущен (наряду с первым одноимённым альбомом группы) одновременно на двух лейблах: Fontana и Atco. После этого в Америке группа пользовалась определённым успехом вплоть до 1968 года.
Затем они выпустили ещё несколько синглов: «With a Girl Like You» (в июне 1966 года достиг первого места в Великобритании, в США двадцать девятого места), «I Can't Control Myself», «Anyway That You Want Me» (в декабре 1966 года достиг десятого места в британских чартах), которые были записаны в Olympic Studios, «Give It To Me» (в 1967 году достиг двенадцатого места в Великобритании), «Night of the Long Grass» (в мае 1967 достиг семнадцатого места в британских чартах), «Love Is All Around» (в ноябре 1967 года достигла пятого места в британских чартах и седьмое место в американских чартах в мае 1968), а также «Hi Hi Hazel» (в 1967 году достиг седьмого места в британских чартах). В марте 1969 года группа временно распалась из-за спада популярности. Ронни Бонд первым выпустил сольный альбом, отдельно от которого в марте 1969 года был выпущен сингл «Anything For You». За ним последовал сольный сингл Реджа Пресли «Lucinda Lee». Тогда же свой сольный альбом As I Am выпустил и Крис Бриттон. В конце того же 1969 года The Troggs воссоединились, взяв бывшего участника группы Plastic Penny Тони Мюррея, который заменил Стэйплса. Ричард Мур заменял Бриттона во время тура 1972-1973 годов. В 1974 году, разорвав отношения с лейблом Pye Records, музыканты восстановили сотрудничество с Ларри Пэйджем и его новым лейблом Penny Farthing Records, тем самым попытавшись вернуть себе былой успех 1960-х годов. Однако выпущенная в середине 1970-х годов кавер-версия хита группы Beach Boys «Good Vibrations» не произвела впечатления на публику. Также не попала в чарты и регги-версия «Wild Thing» . В 1980-х годах The Troggs подписали контракт с французским лейблом New Rose, который выпустил два альбома группы: Black Bottom (1982) и AU (1990) (позднее группа вернулась на Penny Farthing Records Ларри Пэйджа и по состоянию на 2010-е годы сотрудничает с ним).
В 1991 году при участии трёх музыкантов группы R.E.M. группа записала одиннадцатитрековый альбом Athens Andover. Диск был записан на родине музыкантов, в американском городе Атенс (штат Джорджия) и был выпущен в марте 1992 года.
Группа пыталась заработать на этом новом альбоме, а также нескольких необычных кавер-версиях песни «Wild Thing». В 1992 году группа сотрудничала с актёром Оливером Ридом и с игроком в снукер Алексом Хиггинсом. Год спустя свою версию знаменитого хита группы записал бодибилдер по прозвищу Вульф, исполнив её на телешоу Гладиаторы. Данная перепевка оказалась на 69-м месте в британских чартах. В 1994 году кавер-версия «Love Is All Around» в исполнении шотландской группы Wet Wet Wet продержалась на первом месте в британских чартах на протяжении пятнадцати дней, тем самым принеся Пресли огромные гонорары.
Двумя годами ранее, 13 ноября 1992 года, скончался барабанщик оригинального состава группы Ронни Бонд. В январе 2012 года, после сорока лет гастрольной деятельности, Редж Пресли был вынужден покинуть The Troggs из-за обострения рака лёгких. Оставшиеся участники группы — Крис Бриттон (гитара), Пит Лукас (бас-гитара) и Дэйв Мэггс (ударные) — приняли решение продолжить деятельность The Troggs и взяли в качестве ведущего вокалиста Криса Аллена, который раньше играл в группах Denny Laine Band, The Commitments, а также выступал с The Animals. 4 февраля 2013 года Редж Пресли скончался в возрасте 71 года. 
Последний оригинальный участник, Крис Бриттон, покинул группу в 2017 году и был заменен Джоном У. Дойлом. Сейчас Бриттон редко выступает в качестве гостя. Дэйв Мэггс (родился 22 сентября 1950 года), барабанщик с более чем тридцатилетним стажем, покинул группу в 2018 году.
Бас-гитарист и бэк-вокалист Пит Лукас ушёл из группы в 2022 году, после почти сорока лет работы в группе. Вскоре после этого у него был диагностирован рак, и он умер 16 декабря 2023 года, в свой 73-й день рождения. После его ухода группа так и не ввела нового басиста, но басист Fortunes Эдди Муни иногда появляется на сцене, но не является официальным участником группы, а когда Муни не участвует в концертах, на басу играл Крис Аллен. Дэйв Питерс был добавлен в качестве постоянного басиста в декабре 2024 года.
Текущий состав Troggs: Крис Аллен (ведущий вокалист), Мартин Шоррок (ударные), Стю Кларк (гитара) и Дэйв Питерс (бас-гитара).

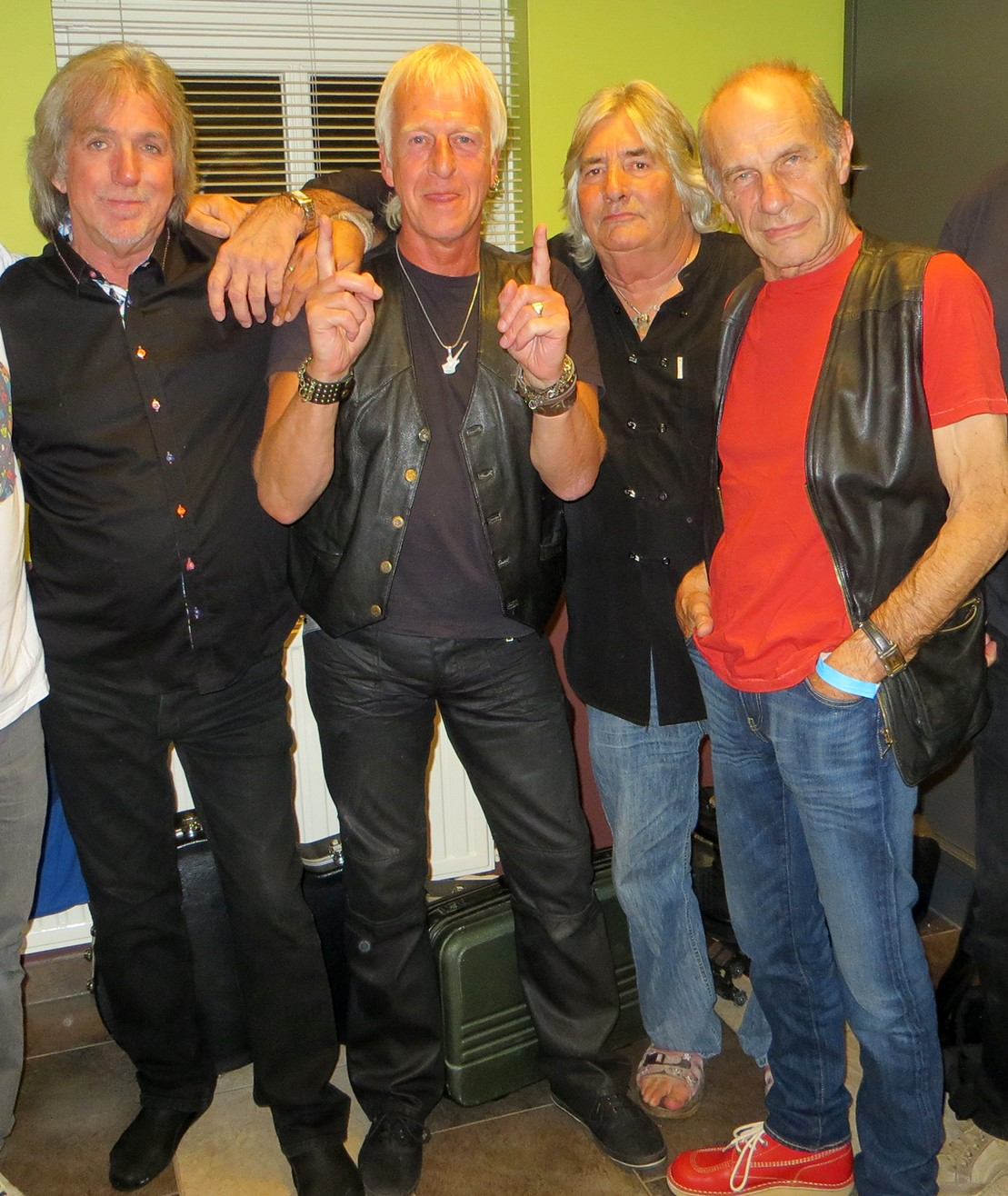
The Troggs в 2014 году

## Состав
Члены-учредители выделены жирным шрифтом.

### Текущий состав
- Крис Аллен — ведущий вокал, бас-гитара (2012—настоящее)
- Мартин Шоррок — ударные  (2023—настоящее)
- Стю Кларк — гитара (2024–настоящее время)
- Дэйв Питерс — бас (2024–настоящее время)

### Бывшие участники
- Крис Бриттон — гитара, бэк-вокал (1964—1972, 1979—2017)
- Редж Пресли — ведущий вокал (1964—2012; умер в 2013)
- Ронни Бонд — ударные (1964—1988; умер в 1992)
- Пит Стэйплс — бас-гитара, бэк-вокал (1964—1969)
- Тони Мюррей — бас-гитара, бэк-вокал (1969—1977, 1979—1984)
- Ричард Мур — гитара (1972—1973)
- Джо Берт[англ.] — бас-гитара (1977—1979)
- Дэвид Райт — ритм-гитара, бэк-вокал (1972—1974)
- Колин Флетчер — ритм-гитара, бэк-вокал (1974—1976)
- Пит Лукас —  бас-гитара, бэк-вокал (1984—2022; умер в 2023)
- Дэйв Мэггс — ударные (1988—2018)
- Даррен Бонд — ударные  (2018—2023)
- Джон У. Дойл — гитара, бэк-вокал (2017—2024)

## Дискография

### Студийные альбомы
- From Nowhere (1966) (UK #6)[13] / Wild Thing (1966) (US #52)
- Trogglodynamite (1967) (UK #10)[13]
- Cellophane (1967)
- Mixed Bag (1968) / Hip Hip Hooray (1968)
- Troggs (1975)
- The Trogg Tapes (1976)
- Black Bottom (1981)
- AU (1990)
- Athens Andover (1992)

### Концертные альбомы
- Trogglomania (1970)
- Live at Max’s Kansas City (1981)

### Сборники
- Best of The Troggs (1967) (UK #24)[13]
- Love is All Around (1968)
- Best of The Troggs Volume II (1969)
- Contrasts (1970)
- With a Girl Like You (1975)
- Vintage Years (1976)
- Hit Single Anthology (1991)
- Archaeology (1967–1977) (1992)
- Wild Thing (1992) Trace
- Greatest Hits (1994) (UK #27)[13]
- The EP Collection (1996)
- The singles As & Bs  (2004) (UK) : Repertoire Records

### Синглы
- «Lost Girl» (1965)
- «Wild Thing» (1966) — UK #2, US #1, CAN #1,[14] NZ #1,[14] AUS #1,[14] NED #5,[14] GER #7,[14] NZ #28[15]
- «With a Girl Like You[англ.]» (1966) — UK #1, US #29, NED #1,[14] NZ #1,[14] SPA #1,[14] NOR #2,[14] GER #2,[14] CAN #11[14]
- «I Can’t Control Myself» (1966) — UK #2, US #43, GER #2,[14] NOR #4,[14] NED #7,[14]
- «Any Way That You Want Me» (1966) — UK #8, GER #14,[14] NED #21[14]
- «Give It to Me» (1967) — UK #12, GER #10,[14] NED #21[14]
- «Night of the Long Grass» (1967) — UK #17, NED #33[14]
- «Hi Hi Hazel» (1967) — UK #42, NED #39[14]
- «Love Is All Around[англ.]» (1967) — UK #5, US #7, CAN #3,[14] GER #15,[14] NED #19[14]
- «Little Girl» (1968) — UK #37
- «Little Red Donkey» (1968)
- «Surprise Surprise» (1968)
- «You Can Cry If You Want To» (1968) — CAN #12,[14]
- «Hip Hip Hooray» (1968) — GER #16[14]
- «Evil Woman» (1969)
- «That’s What You Get Girl» (1969)
- «Easy Lovin'» (1970)
- «Lover» (1970)
- «The Raver» (1970)
- «Lazy Weekend» (1971)
- «Everything’s Funny» (1972)
- «Feels Like A Woman» (1972)
- «Listen To The Man» (1973)
- «Strange Movies» (1973)
- «Good Vibrations» (1974)
- «Wild Thing» (рэгги-версия) (1975)
- «Summertime» (1975)
- «(I Can't Get No) Satisfaction» (1975)
- «I’ll Buy You An Island» (1976)
- «Feeling For Love» (1977)
- «Just a Little Too Much[англ.]» (1978)
- «Coz We’re Dancing» (1980)
- «Black Bottom» (1982)
- «Every Little Thing» (1984)
- «Wild Thing '89» (1989)
- «Don’t You Know» (1990)
- «Wild Thing» (при участии Оливера Рида и Алекса Хиггинса) (1992)
- «Wild Thing» (при участии Wolf[англ.]) (1993) — UK #69)[13]